# Salvador Fàbregas
Salvador Fàbregas Bas (ur. 16 czerwca 1907 w Barcelonie, zm. 14 lutego 1985 tamże) – hiszpański kierowca wyścigowy i rajdowy.

## Życiorys
Ściganie się rozpoczął przed II wojną światową, wygrywając w 1925 roku Amilcarem zawody Copa RMCC. W 1948 roku ścigał się Maserati 4CL w Grand Prix du Salon oraz Grand Prix Albi, ale obu tych wyścigów nie ukończył. W 1952 roku był zgłoszony na Pegaso Z-102 razem z Jesusem Marią Iglesiasiem, ale nie wystartował w wyścigu. W 1955 roku, ścigając się Mercedesem 300 SL, był drugi w górskim wyścigu Stella Alpina, ustępując Olivierowi Gendebienowi. W 1956 roku wystartował Alfą Romeo Giuliettą SV razem z Miguelem Pantaleonim w wyścigu Mille Miglia. Załoga zajęła 48. miejsce. Rok później w tym wyścigu Fàbregas i Pantaleoni zajęli 60. lokatę. W 1962 roku na Jaguarze zajął 5. miejsce w wyścigu Trofeo Nuvolari Montjuich.
Był także kierowcą rajdowym, rywalizował m.in. w Rajdzie Monte Carlo. Pełnił także funkcję prezydentą RACC (Automobilklubu Katalonii).
W 1988 roku powstał plan budowy toru nazwanego jego imieniem. Tor Autódromo Salvador Fàbregas nie został jednak nigdy wybudowany.